# Hilbersdorf (Thuringe)
Hilbersdorf est une commune rurale de Thuringe (Allemagne), située dans l'arrondissement de Greiz. Elle fait partie de la 'Communauté d'administration Ländereck (Verwaltungsgemeinschaft Ländereck).

## Géographie

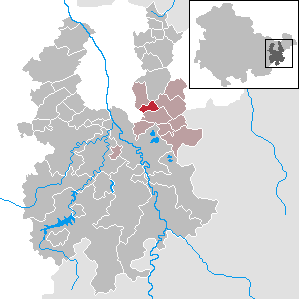
Situation de la commune (en rouge) dans l'arrondissement

Hilbersdorf est située au nord-est de l'arrondissement, à la limite avec la ville libre de Gera dans la vallée de la Wipse. La commune appartient à la communauté d'administration Ländereck et se trouve à 10 km au sud-est de Gera et à 26 km au nord de Greiz, le chef-lieu de l'arrondissement.
La commune est formée par les deux villages de Hilbersdorf et Rußdorf.
Communes limitrophes (en commençant par le nord et dans le sens des aiguilles d'une montre) : Kauern, Ronneburg, Rückersdorf, Linda b. Weida et Gera.

## Histoire
Le village de Hilbersdorf a sans doute été fondé au XIIe siècle par des moines venus de l'abbaye de Mildenfurth à Wünschendorf-sur-Elster.
Hilbersdorf et Rußdorf ont la particularité d'avoir été au cours de leur histoire partagés entre quatre états différents. Ainsi, au milieu du XIXe siècle, 13 maisons et 85 habitants faisaient partie du Duché de Saxe-Altenbourg (cercle oriental, ostkreis), 2 maisons et 15 habitants appartenaient au Grand-duché de Saxe-Weimar-Eisenach, 3 maisons et 18 habitants à la Principauté de Reuss branche cadette et enfin 6 maisons et 36 habitants au royaume de Saxe.
Ils rejoignent le land de Thuringe en 1920 (arrondissement de Gera), la partie saxonne faisant de même en 1928. Après la seconde Guerre mondiale, elle est intégrée à la zone d'occupation soviétique puis à la République démocratique allemande en 1949 au district de Gera (arrondissement de Gera).

## Démographie
Commune de Hilbersdorf dans ses dimensions actuelles :
| 1910 | 1933 | 1939 | 1995 | 2000 | 2005 | 2010 |
| ---- | ---- | ---- | ---- | ---- | ---- | ---- |
| 477  | 451  | 411  | 218  | 243  | 231  | 220  |

## Communications
La commune est traversée par la route régionale K116 qui la relie à Kauern et Gera.